# Jim Perry (Baseballspieler)
James Evan „Jim“ Perry, Jr. (* 30. Oktober 1935 in Williamston, North Carolina) ist ein ehemaliger US-amerikanischer Baseballspieler in der Major League Baseball (MLB) auf der Position des Pitchers.
Sein Bruder Gaylord spielte ebenfalls in der MLB.

## Werdegang
Perry wurde in Williamston (North Carolina) geboren und besuchte die Campbell University in Buies Creek (North Carolina). Sein MLB-Debüt im Trikot der Cleveland Indians gab er am 23. April 1959 gegen die Detroit Tigers. In dem Spiel pitchte Perry 4 2⁄3 Innings und gab 4 Runs ab. Das Spiel gewannen die Indians mit 10 zu 4. In seinem ersten Jahr in der MLB wurde er bei der Wahl zum Rookie of the Year nach Bob Allison Zweiter. Ein Jahr später konnte er 18 Spiele gewinnen und führte damit die American League in dieser Statistik an. 1961 wurde er das erste Mal in das All-Star-Team der American League gewählt. Am 2. Mai 1963 tauschten die Indians Perry für Jack Kralick zu den Minnesota Twins, für die er bis einschließlich 1972 spielte. 1970 wurde das erfolgreichste Jahr in seiner Karriere, denn er wurde das zweite Mal in das All-Star-Team der American League gewählt, verzeichnete 24 Siege und führte damit die MLB an. Aufgrund dieser Leistungen gewann er den Cy Young Award der American League. Damit sind Perry und sein Bruder Gaylord die einzigen Brüder die den Cy Young Award gewinnen konnten (Stand: April 2020). Bei der Wahl zum Most Valuable Player wurde Perry neunter. Er war ebenso ein adäquater Schlagmann und kam in seiner MLB-Laufbahn auf fünf Home Runs und 59 Runs Batted In (RBI) bei einer Batting Average von .199.
Am 3. Juli 1973 spielten Jim, der mittlerweile bei den Detroit Tigers spielte, und Gaylord, welcher bei den Indians unter Vertrag stand, das einzige Mal in ihrer Karriere gegeneinander. Beiden wurde vor Spielende ausgewechselt. Das Spiel verlor das Team von Gaylord mit 4 zu 5 und er bekam den Loss zugeschrieben.
Perry bestritt am 5. August 1975 im Trikot der Oakland Athletics gegen die Texas Rangers sein letztes Spiel in der MLB. In diesem Spiel pitchte er zwei Innings und gab drei Runs ab. Das Spiel verloren die Athletics mit 2 zu 15. Perry kam in seinen 17 Jahren in der MLB auf 630 Spiele, von denen er 215 gewann und 174 verlor, sowie auf 1.576 geworfenen Strikeouts bei einer Earned Run Average (ERA) von 3.45.

### Nach der aktiven Karriere
Am 11. Juni 2011 wurde Perry in die Hall of Fame der Minnesota Twins aufgenommen. Damit wird er neben Rod Carew, Bert Blyleven, Rick Aguilera, Gary Gaetti, Tom Kelly, Jim Rantz und Tony Oliva von den Twins geehrt.
Am 11. November 2012 gab die Campbell University bekannt, dass sie ihr Baseballstadion in Jim Perry Stadium umbenennen. Perry besuchte von 1956 bis 1959 die Universität.